# Tiana Benjamin
Tiana Opium Benjamin (n. 5 octombrie 1984) este o actriță britanică de origine din Sierra Leone.
A jucat rolul Angelinei Johnson din filmele Harry Potter.